# Pachybrachis luctuosus
Pachybrachis luctuosus är en skalbaggsart som beskrevs av Christian Wilhelm Ludwig Eduard Suffrian 1858. Pachybrachis luctuosus ingår i släktet Pachybrachis och familjen bladbaggar. Inga underarter finns listade i Catalogue of Life.